# Interpellation des 116
L'interpellation des 116 est un événement s'étant déroulé en 1869, sous le Second Empire en France.
Profitant de l'instauration en 1867 du droit d'interpellation, un groupe de cent-seize députés forme une réclamation auprès de l'Empereur en 1869, après le résultat des élections législatives le 7 juin. De plus, dans le contexte tendu faisant suite à la fusillade du Brûlé s'étant déroulée le 16 juin à La Ricamarie, ils s'expriment « sur la nécessité de donner satisfaction aux sentiments du pays, en l'associant d'une manière plus efficace à la direction de ses affaires », c'est-à-dire réclament plus de participation aux affaires et la responsabilité ministérielle.
Napoléon III cède le 12 juillet et le sénatus-consulte du 8 septembre donne au Corps législatif une nouvelle prérogative, l'initiative des lois, auparavant détenue par l'empereur.

## Liste des signataires
| Nom                                                | Circonscription                             | Tendance            |
| -------------------------------------------------- | ------------------------------------------- | ------------------- |
| Henri Louis Marie de Durfort-Civrac                | Quatrième circonscription de Maine-et-Loire | Tiers parti         |
| Hippolyte Pissard                                  | Haute-Savoie                                | Centre droit        |
| Alfred de Marmier                                  | Troisième circonscription de la Haute-Saône | Centre droit        |
| Marc de Beauvau-Craon                              | Quatrième circonscription de la Sarthe      | Centre gauche       |
| Prosper-Claude-Ignace-Constant Brugière de Barante |                                             | Centre gauche       |
| Léopold Le Hon                                     | Première circonscription de l'Ain           | Majorité dynastique |

1. Barante (Prosper-Claude-Ignace-Constant Brugière, baron de)[2]
2. Bastid (Raymond-Martial)
3. Beauvau (Marc-René-Antoine-Victurnien de)
4. Bourbeau (Olivier-Louis)
5. Bouteiller (Charles-Joseph-Ernest de)
6. Brame (Jules-Louis-Joseph)
7. Buffet (Louis-Joseph)
8. Buisson (Augustin-François)[3]
9. Calley-Saint-Paul (Adrien-Charles)
10. Calvet-Rogniat (Pierre-Hercule-Ferdinand)[4]
11. Carré-Kérisouët (Ernest-Louis-Marie)
12. Chambrun (Joseph-Dominique-Aldedert Pineton, comte de)[5]
13. Charlemagne (Raoul)
14. Chevandier de Valdrôme (Jean-Pierre-Eugène-Napoléon)[6]
15. Cochery (Adolphe-Louis)
16. Dalmas (Albert-Pierre de)
17. Daru (Napoléon)
18. Durfort-Civrac (Marie-Henri-Louis, comte de)[7]
19. Eschassériaux (René-François-Eugène)[8]
20. Estourmel (Marie-Reimbold, comte d')[9]
21. Gagneur (Wladimir-Just-Charles)
22. Genton (Stanislas-Claude-Victor-Louis)
23. Gévelot (Jules-Félix)
24. Grammont (Ferdinand de)
25. Grollier (Alphonse-Benjamin)
26. Guistière (Armand-Gaultier de la)
27. Haentjens (Alphonse-Alfred)
28. Houssard (Georges-François-Eugène-Austrégésile)
29. Johnston (Nathaniel)
30. Josseau (Jean-Baptiste-François)
31. Kératry (Émile de)
32. Kolb-Bernard (Charles-Louis-Henri)
33. Lacroix-Saint-Pierre (Albert-Pierre-Henri)
34. Laroche-Joubert (Jean-Edmond)
35. Latour du Moulin (Pierre-Célestin)
36. Lehon (Louis-Xavier-Léopold-Alfred)[10]
37. Lefébure (Léon-Albert)
38. Lefèvre-Pontalis (Germain-Antonin)[11]
39. Lespérut (François de)
40. Liégeard (Stéphen-François-Émile)
41. Louvet (Charles)
42. Mangini (Louis-Lucien)[12]
43. Marmier (Alfred-Philippe-Claude-Gabriel-Ferdinand-Étienne, duc de)[13]
44. Martel (Louis-Joseph)
45. Mège (Philippe-Jacques)
46. Millon (Claude)[14]
47. Monjaret de Kerjégu (François-Marie-Jacques)[15]
48. Montagnac (André-Joseph-Élisée, baron de)[16]
49. Mitchell (Isidore-Hyacinthe-Marie-Louis-Robert)[17]
50. Joachim-Joseph-André, comte Murat[18]
51. Antoine-Just-Léon-Marie de Noailles[19]
52. Paulmier (Charles-Pierre-Paul)[20]
53. Piré (Alexandre-Élisabeth de Rosnyvinen, marquis de)
54. Pissard (François-Hippolyte)
55. Plancy (Charles Godard d'Aucour, baron de)
56. Plichon (Ignace-Charles)
57. Rampont-Léchin (Germain-François-Sébastien)
58. Réguis (Xavier-Louis)
59. Quesné (Henri-Mathieu)
60. Riondel (Louis-Sabin)
61. Rolle (Henri-Armand)
62. Rouher (Eugène)
63. Segris (Émile-Alexis)
64. Tassin (Pierre)
65. Terme (Joannès-Jean-Marie)
66. Tillancourt (Edmond de)
67. Veauce (Eugène-Charles de Cadier, baron de)
68. Viellard-Migeon (François-Christophe-Nicolas-Juvénal)
69. Wilson (Daniel)